# 塞西莉亚·泰特
塞西莉亚·泰特（西班牙語：Cecilia Tait，1962年5月2日—），秘鲁女子排球运动员。她曾代表秘鲁参加1980年、1984年和1988年夏季奥林匹克运动会排球比赛，其中1988年奥运会获得一枚银牌。